# Publio Furio Medullino Fuso
Publio Furio Medullino Fuso, in latino Publius Furius Medullinus Fusus (... – 464 a.C.), è stato un politico e militare romano del V sec. a.C.

## Biografia
Publio Furio apparteneva al ramo Medullino della nobile gens Furia, un'antica gens patrizia dell'antica Roma ed era il fratello di Spurio Furio Medullino Fuso, che fu eletto console nel 464 a.C. e fu poi consul suffectus nel 453 a.C.
Nel 472 a.C. viene eletto console insieme a Lucio Pinario Mamercino Rufo.
Sotto il loro consolato, il tribuno della plebe Publilio Volerone propose una legge per la quale i magistrati plebei, tra i quali anche il tribuni della plebe, fossero eletti dai comizi tributi, da cui erano esclusi i patrizi,  privandoli così del potere di influenzare i risultati delle elezioni plebee. La proposta di legge, la Lex Publilia Voleronis, tuttavia non venne votata a causa dei forti dissidi tra patrizi e plebei, e per il sopraggiungere di una pestilenza a Roma.
Sempre quell'anno una Vestale, Orbilia, fu trovata colpevole di aver mancato al proprio voto di castità, e per questo delitto, mandata a morte. A seguito della condanna, uno dei suoi due amanti si suicidò, mentre l'altro fu giustiziato nel foro.
Nel 467 a.C. dopo aver preso la città volsca di Antium, i Romani vi fondarono una colonia. Furio fa parte con Tito Quinzio Capitolino Barbato e Aulo Virginio Tricosto Celiomontano del triumvirato incaricato della suddivisione e dell'assegnazione delle terre ai coloni.
Nel 464 a.C. è legatus del fratello Spurio Furio Medullino Fuso, divenuto console, nella guerra contro gli Equi. I romani vengono assediati nel loro campo da parte degli Equi e Publio viene isolato con i suoi soldati durante una sortita e viene massacrato insieme ai suoi uomini..

### Fonti primarie
- Diodoro Siculo, Storia universale
- Dionigi di Alicarnasso, Antichità romane
- Tito Livio, Ab Urbe Condita Libri

### Fonti secondarie
- William Smith, Dizionario di biografia e mitologia greco-romana